# 떡 (소설)
<떡>은 1935년 발표된 김유정의 소설이다.

## 줄거리
동리에서 제일 가난하고 게으른 사내인 덕희는 술만 마시면 딸 옥이를 학대하며 밥도 못 먹게 한다. 눈이 푹푹 쌓이고 나무 값이 부쩍 올라 덕희가 읍으로 나뭇짐을 팔러 간 사이 옥이를 딱하게 여긴 어머니가 죽 한 사발을 갖다 주지만, 옥이는 이를 먹고도 배가 고파 아파 누워 있는 어머니 곁을 떠나 개똥이네 어머니를 따라간다. 잔칫집으로 가서 옥이는 그 집의 작은아씨에게 고깃국에 밥을 얻어먹는다. 또 마루로 가서 시루떡, 팥떡, 백설기, 주왁(일종의 꿀떡)을 배가 부름에도 모두 먹는다. 집에 돌아온 옥이는 배가 아파 데굴데굴 구르고, 어머니는 점쟁이를 불러 경을 읽기 시작한다. 옥이는 침을 맞고서야 낫는다